# Castro de São Paio
O Castro de São Paio localiza-se na freguesia de Labruge, município de Vila do Conde, distrito do Porto, em Portugal, circundando a Capela de São Paio.

## História
Constituiu um pequeno povoado da Idade do Ferro, um castro, descoberto na década de 1950 por Fernando Lanhas e D. Domingos de Pinho Brandão. Desde então foi destruído parcialmente por vários curiosos.
De 1993 a 1996 foram procedidas escavações arqueológicas com o objetivo de salvar o castro da destruição, tendo sido objeto de um projeto de valorização por se tratar do único castro marítimo da parte portuguesa do noroeste peninsular.